# Contractiestelling van Banach
De contractiestelling van Banach is een belangrijk hulpmiddel in de theorie van de metrische ruimten. De stelling garandeert het bestaan en de uniciteit van dekpunten van zekere afbeeldingen van metrische ruimten naar zichzelf, en biedt een constructieve methode om die punten te vinden. De theorie is vernoemd naar Stefan Banach (1892–1945).
De contractiestelling van Banach is de bekendste en meest toegepaste dekpuntstelling, mede vanwege de erbij geleverde constructieve wijze waarmee het unieke dekpunt kan worden gevonden.

## Stelling
Zij {\displaystyle I\subset \mathbb {R} } een gesloten interval en {\displaystyle f\colon I\to I} een functie waarvoor een zekere {\displaystyle \alpha } met {\displaystyle 0\leq \alpha <1} bestaat zodat voor alle {\displaystyle x,y\in I} geldt:
{\displaystyle |f(x)-f(y)|\leq \alpha \,|x-y|}
dan heeft {\displaystyle f} precies één dekpunt, dat wil zeggen, er is precies één {\displaystyle u\in I} met {\displaystyle f(u)=u}.

## Opmerking
Als met de Contractiestelling van Banach bewezen is dat er een dekpunt bestaat, kan dat punt gevonden worden als limiet van de rij
{\displaystyle f(x),f(f(x)),f(f(f(x))),\ldots }
waarin {\displaystyle x} een willekeurig gekozen startwaarde is.
Een veel gemaakte fout is dat men slechts aantoont dat voor alle {\displaystyle x,y\in I} geldt dat
{\displaystyle |f(x)-f(y)|<|x-y|}.
Deze eigenschap is onvoldoende om tot het bestaan van een dekpunt te kunnen besluiten. Ook is het belangrijk dat het definitiegebied een gesloten interval is.

## Ruimere formulering
De stelling kan ook ruimer geformuleerd worden:
Zij {\displaystyle (M,d)} een volledige metrische ruimte en {\displaystyle f:M\to M} zodanig dat voor alle {\displaystyle x,y\in M:d(f(x),f(y))\leq \alpha \,d(x,y)} voor zekere {\displaystyle \alpha } met {\displaystyle 0\leq \alpha <1}, dan heeft {\displaystyle f} precies één dekpunt.

## Voorbeeld
We bewijzen de volgende stelling:

Als 
{\displaystyle g:[a,b]\times \mathbb {R} \to \mathbb {R} }, {\displaystyle x_{0}\in [a,b]} en {\displaystyle c\in \mathbb {R} },
dan heeft de differentiaalvergelijking

{\displaystyle {\begin{cases}f'(x)=g(x,f(x))\\f(x_{0})=c\end{cases}}}

precies één oplossing op {\displaystyle [a,b]}
als {\displaystyle g} voldoet aan de zogenaamde Lipschitzvoorwaarde

{\displaystyle |g(x,y)-g(x,z)|\leq k|y-z|}
voor alle 
{\displaystyle x\in [a,b]}, {\displaystyle y,z\in \mathbb {R} {\mbox{ en zekere }}k<1}

## Bewijs
We schrijven de differentiaalvergelijking + randvoorwaarde in de volgende vorm:
{\displaystyle f(x)=c+\int _{x_{0}}^{x}g(t,f(t))\,\mathrm {d} t}
Beschouw nu de afbeelding {\displaystyle U} die aan een continue functie {\displaystyle f} toevoegt de functie {\displaystyle Uf}, gedefinieerd door
{\displaystyle Uf(x)=c+\int _{x_{0}}^{x}g(t,f(t))\,\mathrm {d} t}
We zoeken dus naar het dekpunt van {\displaystyle U:C[a,b]\to C[a,b]}. ({\displaystyle C[a,b]} is de banachruimte van continue functies op {\displaystyle [a,b]} met de supremumnorm)
{\displaystyle |(Uf_{1})(x)-(Uf_{2})(x)|\leq \int _{x_{0}}^{x}|g(t,f_{1}(t))-g(t,f_{2}(t))|\,\mathrm {d} t\leq }
{\displaystyle \leq (b-a)\max _{t\in [a,b]}|g(t,f_{1}(t))-g(t,f_{2}(t))|\leq (b-a)k\max _{t\in [a,b]}|f_{1}(t)-f_{2}(t)|}
Dus 
{\displaystyle \|Af_{1}-Af_{2}\|\leq (b-a)k\|f_{1}-f_{2}\|}
Als {\displaystyle (b-a)k<1}, volgt uit de contractiestelling bovenstaande stelling. 
Deze eis kan worden weggelaten door het segment {\displaystyle [a,b]} te partitioneren in kleine deelsegmentjes {\displaystyle [a_{n},a_{n+1}]} waarvoor geldt 
{\displaystyle k(a_{n+1}-a_{n})<1}
Op elke van die segmentjes krijgen we een oplossing, die we uiteindelijk kunnen samenvoegen tot één globale oplossing op {\displaystyle [a,b]}.